# Посёлок совхоза «Ильинский»
Посёлок совхо́за «Ильи́нский» (карел. Alavozen sovhouzan azutus) — населённый пункт в составе Ильинского сельского поселения Олонецкого национального района Республики Карелия России.

## География
Расположен в 21 км к западу от Олонца, вблизи посёлка Ильинский.

## История
В 1941—1944 году в поселке располагался финский концлагерь

## Население
| 2002 | 2009 | 2010 | 2013 |
| ---- | ---- | ---- | ---- |
| 281  | ↘263 | ↘259 | ↘258 |